# Cornell Borchers
Cornell Borchers (álneve: Cornell Borghers) (Heydekrug, Memel-vidék, (ma Šilutė, Litvánia, 1925. március 16. – München, 2014. május 12.) BAFTA-díjas német színésznő.

## Életpályája és munkássága
Orvosi tanulmányokat folytatott Göttingenben 1945–1946 között. 1948–1949 között Berlinben színi tanulmányokat folytatott. 1949-től szerepelt filmekben. 1959-től nem filmezett; gyermekeit nevelte fel.
Kissé hideg, intellektuális típus volt; játékában a lélektani elemeket emelte ki. Arthur Maria Rabenalt osztrák filmrendező fedezte fel. 1950-ben A légihíd című filmben Montgomery Clift partnereként játszott. 1955-ben a Megosztott szív című filmjéért elnyerte a legjobb női főszereplőnek járó BAFTA-díjat.

## Magánélete
Kétszer ment férjhez, először Bruce Cunningham házastársa volt. Második férje Anton Schelkopf (1914–1975) német filmproducer és filmrendező volt. Két közös filmjük készült, a Schule für Eheglück (1954) és a Rot ist die Liebe (1957).

## Filmjei
- Névtelen levelek (Anonyme Briefe) (1949)
- Martina (1949)
- A feladó ismeretlen (Absender unbekannt) (1950)
- A hazugság (Die Lüge) (1950)
- A légihíd (1950)
- Az örök játék (Das ewige Spiel) (1951)
- Fekete szemek (Schwarze Augen) (1951)
- Kaland Bécsben (Abenteuer in Wien) (1952)
- Az élet háza (Haus des Lebens) (1952)
- Maxie (1954)
- Schule für Eheglück (1954)
- Megosztott szív (The Divided Heart) (1955)
- Oázis (1955)
- Isztambul (1956)
- Never say Goodbye (1956)
- Rot ist die Liebe (1957)

## Díjai
- BAFTA-díj a legjobb női főszereplőnek (1955) (Megosztott szív)

## Fordítás
- Ez a szócikk részben vagy egészben  a   Cornell Borchers című angol Wikipédia-szócikk fordításán alapul.  Az eredeti cikk szerkesztőit annak laptörténete sorolja fel. Ez a jelzés csupán a megfogalmazás eredetét és a szerzői jogokat jelzi, nem szolgál a cikkben szereplő információk forrásmegjelöléseként.